# فروهند
فروهند (به آلمانی: Fröhnd) یک شهر در آلمان است که در بادن-وورتمبرگ واقع شده‌است. فروهند ۴۸۵ نفر جمعیت دارد.